# 健康心理学
健康心理学（けんこうしんりがく、英語: health psychology）は、心理学の応用分野、応用心理学の1つである。

## 沿革
アメリカ合衆国では、1980年に心理学会の一部門として健康心理学会が誕生、日本では、1980年代後半からこの方面の総合的な共同研究の機運が高まってきた。健康心理学で言う健康は、WHO（世界保健機関）の定義にもあるように多面的であり、精神的なものはもとより、身体的、社会的側面を含むものである。主として精神的健康（メンタルヘルス）に焦点を当てる臨床心理学とは、この点において相違があり、むしろ医療行動科学と呼ばれる分野に近い。ストレスやライフスタイル、様々な生活習慣と疾病、生活習慣病や心と体のバランスを含めた幅の広い健康とそれを取り巻く諸問題に、心理学、疫学、生物学、行動科学、看護学、教育学などから学際的にアプローチしていこうとするものである。
健康心理学で扱うものは、言語的、ならびに非言語コミュニケーション（アイコンタクト、声、身体的接触、ジェスチャーなど）、誤解と偏見の仕組みとその解消、また特に大きなテーマになっているのが、ストレスとそれへの対処（ストレス・コーピング）、発達段階の中での発達上の障害（発達障害）に関するもの、悲哀（グリーフ）とその克服、健康に影響を与えるさまざまな生活習慣、嗜癖、ライフスタイルなどである。
既に国内の医療系大学の中には、講義課目として健康心理学を新設しているところもある。